# Fundación Gerda Henkel
La Fundación Gerda Henkel es una organización alemana con sede en Düsseldorf que promueve la investigación en el campo de la historia desde su fundación en el verano de 1976. 
Sus áreas de financiación están centradas en el apoyo a proyectos de investigación, así como la concesión de becas de doctorado e investigación. Estas incluyen el Premio Internacional Gerda Henkel dotado a logros científicos sobresalientes en las disciplinas y áreas de la Fundación; el portal científico L.I.S.A, lanzado en 2010; y los programas especiales: "Seguridad, Sociedad y Estado" e "Islam, estados nacionales modernos y movimientos transnacionales". También administran el programa de becas Lisa Maskell, destinada a apoyar a jóvenes académicos de humanidades en África y el sudeste asiático desde 2014. Su financiamiento "Patrimonies" (Patrimonios) está dedicado a la preservación del patrimonio cultural, especialmente en las regiones en crisis. Desde 2001 hasta 2010, la Fundación dirigió un programa especial para jóvenes historiadores en Rusia, Ucrania , Moldavia y Bielorrusia; y de 2004 hasta junio de 2013 un programa especial para la región de Asia Central.

## Inicios
La Fundación Gerda Henkel fue establecida en junio de 1976 por Lisa Maskell en memoria de su madre, Gerda Henkel, como una fundación de derecho civil con sede en Dusseldorf .  Lisa Maskell (1914-1998) era la nieta del fabricante Fritz Henkel , quien era propietario de Henkel & Cie fundada en 1876 en Aquisgrán. En 1878, la compañía se mudó a Düsseldorf, la sede actual de Henkel AG & Co. KGaA . 

## Promoción de la ciencia
El propósito de la fundación es promover la ciencia, especialmente la derivida de las disciplinas de la arqueología , la historia , la historia del arte , los estudios históricos islámicos, la historia jurídica, la historia de la ciencia, así como la prehistoria y la historia temprana. La Fundación otorga becas de doctorado e investigación, así como para viajes y recursos materiales y proyectos de los que se espera que produzcan resultados especiales debido a sus enfoques metodológicos y contenido científico. También apoya para la impresión de trabajas previamente financiados por esta institución.
En 2017, la fundación aportó fondos por alrededor de 15,3 millones de euros para la promoción de proyectos científicos y en sus 40 años de actividad, ha fiananciado más de 6,800 proyectos de investigación en todo el mundo con una inversión de unos 175 millones de euros.[cita requerida]

## Compromiso internacional
La fundación opera internacionalmente.  En colaboración con universidades de renombre, otorga varias becas en Alemania, Europa y los Estados Unidos. Entre sus socios se incluyen el Instituto de Estudios Avanzados en Princeton , la Universidad de Stanford en Stanford, la Casa meditarreanea de las Ciencias del Hombre en Aix-en-Provence, la Fundación Maison de las Sciences de l'homme en París, el New Europe College de Bucarest y el Centro de Estudios Avanzados de Sofía.  La Fundación proporciona fondos al Instituto Histórico Alemán de Londres para la adjudicación de un profesor visitante. En el Instituto Histórico Alemán de Washington, en colaboración con el Centro Roy Rosenzweig de Historia y Nuevos Medios de la Universidad George Mason en Virginia, ofrece una beca para proyectos en el campo de la Historia Digital. En 2011 y 2012, la Fundación lanzó un programa internacional de becas, M4HUMAN (Movilidad para investigadores con experiencia en humanidades históricas y estudios islámicos) que permite a los investigadores pasar períodos más largos de investigación en el extranjero.  La Comisión Europea apoyó el programa con fondos del 7º. Programa Marco de Investigación de la UE.

## Órganos y cuerpos

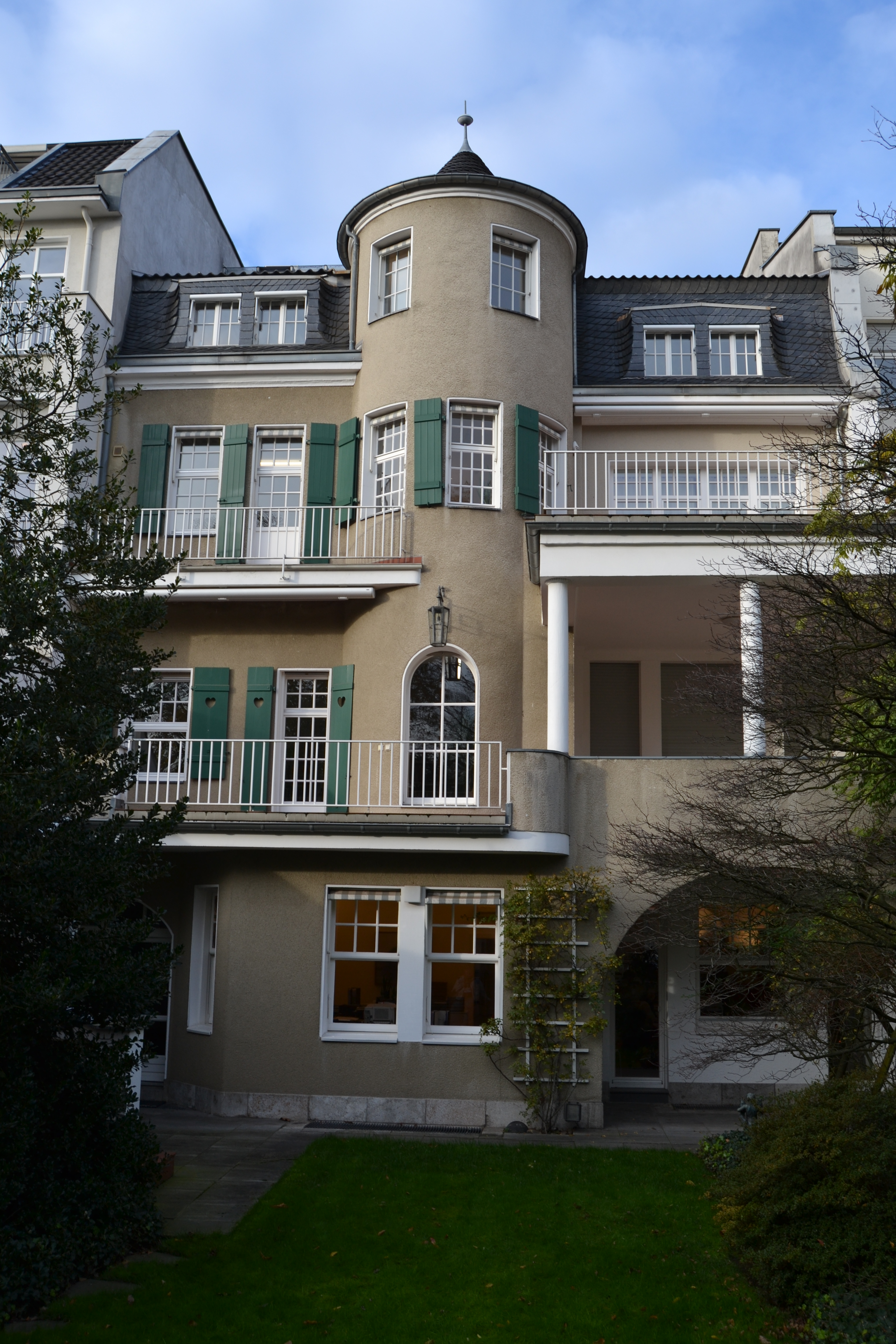
Oficina de la fundación en Malkastenstraße 15 en Dusseldorf - Pempelfort

### Junta directiva
- Julia Schulz-Dornburg, Presidenta
- Hans-Joachim Gehrke , Vicepresidente
- Carolin Emcke
- Martin Kobler
- Ulrich Lehner
- Andreas Schmitz

### Consejo científico asesor
- Barbara Stollberg-Rilinger , Presidenta
- Ute Daniel
- Peter Geimer
- Martin Jehne

### Junta directiva
- Michael Hanssler, presidente
- Angela Bold

## Ejemplos de actividad
- Grabados de Neferhotep (Tebas, Egipto): Neferhotep fue el escriba supremo del dios de la creación Amun y murió en el reinado del faraón Ay alrededor del 1320 a. C. Su tumba de roca cerca del Valle de los Reyes está ricamente decorada con murales, relieves de colores y figuras. Un equipo de restauradores está buscando limpiar y revelar textos y representaciones de esta tumba.
- Excavaciones en la ciudadela de Anuradhapura (Sri Lanka): Anuradhapura, la antigua capital de los reyes de Ceilán, es una de las ruinas antiguas más grandes del mundo. El objetivo de un proyecto de investigación arqueológica es aclarar cuándo exactamente Anuradhapura desempeñó una función municipal y cuándo se convirtió en el centro de una alta cultura con fenómenos como la escritura y el sistema de drenaje desarrollado.
- Testigos de la "Tormenta de Fuego de Hamburgo" y sus Familias: el término "Tormenta de Fuego de Hamburgo" representa el ataque aéreo a Hamburgo en el verano de 1943. Un equipo de historiadores y psicoanalistas examina la cuestión de los sobrevivientes y las generaciones futuras en qué medida las experiencias de guerra llevan a una traumatización a largo plazo. y cómo se procesan individual, familiar y socialmente.
- La nueva objetividad en Dresde: El proyecto de investigación llevado a cabo en el Staatliche Kunstsammlungen Dresde se centra en la pintura de la Nueva objetividad y el verismo de la década de 1920 en Dresde. Por primera vez, este flujo multifacético de arte se explora en su totalidad y se compara con otros centros de pintura realista en la República de Weimar. Los resultados se incluyeron en una exposición que se exhibió en otoño de 2011 en Dresde.
- Centro de investigación Arte degenerado: el centro de investigación "Arte degenerado" (Berlín / Hamburgo) trata los efectos de la política artística nacionalsocialista, en particular la incautación de obras de arte modernas en museos alemanes por parte de los nazis en 1937. Se analizan las estrategias de los directores de los museos, el papel de los comerciantes de arte, así como los lugares que han recorrido las obras de arte hasta dar con su ubicación actual.
- Templo de la Cueva de la Roca de Mentsun Lhakhang, Nepal: El Templo de Mentsun Lhakhang, decorado con murales y estatuas de arcilla de estuco de la época budista temprana, es el templo de la cueva budista más antiguo de Nepal. El objetivo de un proyecto de investigación es reparar el techo roto y restaurar los murales, que están dañados por la lluvia y la nieve y son únicos en Nepal.
- Tumbas de los príncipes de Xiongnu en Noin-Ula, Mongolia: el cementerio de Noin-Ula en el norte de Mongolia es un testimonio significativo de la cultura sepulcral de los Xiongnu, los primeros hunos asiáticos. Las fosas de hasta 18 metros de profundidad ofrecen hallazgos ricos, especialmente material orgánico raro. Un equipo de arqueólogos rusos ha investigado con los métodos más modernos una de las tumbas de los últimos grandes príncipes.
- Excavaciones en Kalapodi, Grecia: un equipo del Instituto Arqueológico Alemán de Atenas explora el santuario de Kalapodi, que tiene una secuencia continua de edificios de culto desde la época arcaica hasta la época micénica, única en el continente griego. Los edificios superpuestos proporcionan información sobre los orígenes del templo griego e iluminan la religión y el culto de los "siglos oscuros".
- Investigación bautista: en el Colegio Teológico Bautista de Elstal, bajo la dirección de Martin Rothkegel, la Fundación Gerda Henkel investiga y apoya la historia del movimiento bautista.[1]

## Clases Gerda Henkel
Las clases Gerda Henkel se publican en una serie separada de la fundación en la editorial Rhema de Münster. 
Algunas publicaciones incluyen: 
- Lyndal Roper: Luther und ich: Wie eine Frau dazu kam, die Biographie eines Patriarchen zu schreiben (Lutero y yo: cómo una mujer se atrevió a escribir la biografía de un patriarca, 2017)
- Stephan Seidlmayer:  Forschung und Begegnung. Archäologie in Ägypten (Investigación y encuentro. Arqueología en Egipto, 2015)
- Jürgen Osterhammel: Weltgeschichte und Gegenwartsdiagnose (Historia mundial y diagnóstico actual, 2013)
- Hermann Parzinger: Archäologie und Politik. Eine Wissenschaft und ihr Weg zum kulturpolitischen Global Player (Arqueología y Política. Una ciencia y su camino hacia un jugador global de la política cultural, 2012)
- Gudrun Krämer: Distanz und Nähe. Fragen einer kritischen Islamwissenschaftlerin (Distancia y proximidad. Preguntas de un estudiosa crítica del Islam, 2011)
- Richard Sennett : How I write: Sociology as Literature / Wie ich schreibe: Soziologie als Literatur (Cómo escribo: Sociología como literatura, 2009)
- Dieter Langewiesche: Staat, Nation und Föderation in der europäischen Geschichte (Estado, nación y federación en la historia europea, 2008)
- Martin Warnke: Könige als Künstler (Reyes como artistas, 2007)

## Biblioteca Histórica de la Fundación Gerda Henkel
La "Biblioteca" es una serie de publicaciones desarrolladas por la editorial CH Beck de Múnich y reúne importantes monografías de los campos promovidos por la fundación.  El objetivo de la serie es brindar a científicos probados la oportunidad de acercar información básica del campo de las humanidades históricas a un público interesado.  La fundación subraya su preocupación por promover logros sobresalientes en investigación en humanidades, en este caso en forma de un libro que cumple con los estándares más altos y encuentra un gran número de lectores.Algunas publicaciones incluyen:
- Frank Rexroth: Fröhliche Scholastik. Die Wissenschaftsrevolution des Mittelalters, 2018, ISBN 978-3-406-72521-0
- Hartmut Leppin: Die frühen Christen. Von den Anfängen bis Konstantin, 2018, ISBN 978-3-406-72510-4
- Bernd Roeck: Der Morgen der Welt. Geschichte der Renaissance, 2017, ISBN 978-3-406-69876-7
- Manfred Hildermeier: Geschichte der Sowjetunion 1917-1991. Entstehung und Niedergang des ersten sozialistischen Staates, 2017, ISBN 978-3-406-71408-5
- Werner Plumpe: Carl Duisberg. 1861–1935. Anatomie eines Industriellen, 2016, ISBN 978-3-406-69637-4
- Jörg Rüpke: Pantheon. Geschichte der antiken Religionen, 2016, ISBN 978-3-406-69641-1
- Wolfgang Reinhard: Die Unterwerfung der Welt. Eine Globalgeschichte der europäischen Expansion 1415 – 2015, 2015, ISBN 978-3-406-68718-1
- David Nirenberg: Anti-Judaismus. Eine andere Geschichte des westlichen Denkens, 2015, ISBN 978-3-406-67531-7
- Heinz Halm: Kalifen und Assassinen. Ägypten und der Vordere Orient zur Zeit der ersten Kreuzzüge, 2013, ISBN 978-3-406-66163-1
- Friedrich Lenger: Metropolen der Moderne. Eine europäische Stadtgeschichte seit 1850, 2013, ISBN 978-3-406-65199-1
- Stefan M. Maul: Wahrsagekunst im Alten Orient. Zeichen des Himmels und der Erde, 2013, ISBN 978-3-406-64514-3
- Manfred Hildermeier: Geschichte Russlands. Vom Mittelalter bis zur Oktoberrevolution, 2012, ISBN 978-3-406-64551-8
- Willibald Sauerländer: Der katholische Rubens. Heilige und Märtyrer, 2011, ISBN 978-3-406-62362-2
- Jörg Fisch:  Das Selbstbestimmungsrecht der Völker. Die Domestizierung einer Illusion, 2010, ISBN 978-3-406-59858-6
- Christian Marek: Geschichte Kleinasiens in der Antike, 2010, ISBN 978-3-406-59853-1
- Bernd Stöver: Zuflucht DDR. Spione und andere Übersiedler, 2009, ISBN 978-3-406-59100-6
- Jürgen Osterhammel: Die Verwandlung der Welt. Eine Geschichte des 19. Jahrhunderts, 2009, ISBN 978-3-406-58283-7
- Werner Busch: Das unklassische Bild. Von Tizian bis Constable und Turner, 2009, ISBN 978-3-406-58246-2
- Hugh Barr Nisbet: Lessing. Eine Biographie, aus dem Englischen übersetzt von Karl S. Guthke, 2008, ISBN 978-3-406-57710-9
- Roderich Ptak: Die maritime Seidenstraße. Küstenräume, Seefahrt und Handel in vorkolonialer Zeit, 2007, ISBN 978-3-406-56189-4
- Hermann Parzinger: Die frühen Völker Eurasiens. Vom Neolithikum zum Mittelalter, 2006, ISBN 978-3-406-54961-8

## Premio Gerda Henkel
Desde 2006, el Premio Gerda Henkel ha sido otorgado cada dos años a científicos que han obtenido logros de investigación sobresalientes en las disciplinas y áreas de financiamiento promovidas por la fundación.  El Premio Gerda Henkel está dotado con 100.000 euros.  El dinero del premio está destinado para uso libre. 
Ganadores de los premios
- 2006 Martin Warnke , Hamburgo
- 2008 Richard Sennett , Nueva York / Londres
- 2010 Gudrun Krämer , Berlín
- 2012 Jürgen Osterhammel , Constance
- 2014 Stephan Seidlmayer , El Cairo
- 2016 Lyndal Roper , Oxford
- 2018 Achille Mbembe , Johannesburgo

## LISA - Portal de Ciencia de la Fundación Gerda Henkel
En 2010, la fundación creó su propio portal de Internet: LISA - Science Portal Gerda Henkel Foundation el cual proporciona información interdisciplinaria sobre temas del campo de la historia e invita a debatir sobre la investigación. 

## Enlaces web
- Páginas de la Fundación Gerda Henkel.
- Gerda Henkel precio
- LISA - El Portal de la Ciencia de la Fundación Gerda Henkel